# Konvencijalni PCI
PCI (Peripheral Component Interconnect) je standard koji određuje računarsku magistralu za priključenje perifernih uređaja na matičnu ploču računara. Ovi periferni uređaji mogu biti bilo:
- integrisano kolo koje se nalazi na samoj matičnoj ploči, koji se u PCI sprecifikaciji naziva planarni uređaj ili
- ekspanziona kartica koja se stavlja u slot (utičnicu) (modem, zvučna kartica, grafička kartica itd).

PCI standard je razvio Intel u periodu od 1990. do 1992. godine. PCI je 64-bitni (66MHz) port, ali veći udeo na tržištu zauzimaju 32-bitni (33 MHz) PCI portovi. PCI-E je evolucija PCI standarda.

## Literatura
- PCI-SIG (2002). PCI Local Bus Specification: Revision 2.3. ($1000 for non-members or $50 for members. PCI-SIG membership is $3000 per year.)
- PCI-SIG (2002). PCI Local Bus Specification: Revision 3.0. ($1000 for non-members or $50 for members. PCI-SIG membership is $3000 per year.)
- PCI Bus Demystified; 2nd Ed; Doug Abbott; 250 pages; 2004;  978-0-7506-7739-4.
- PCI System Architecture; 4th Ed; Tom Shanley; 832 pages; 1999;  978-0-201-30974-4.
- PCI-X System Architecture; 1st Ed; Tom Shanley; 752 pages; 2000;  978-0-201-72682-4.
- PCI & PCI-X Hardware and Software Architecture & Design; 5th Ed; Ed Solari; 1140 pages; 2001;  978-0-929392-63-9.
- PCI HotPlug Application and Design; 1st Ed; Alan Goodrum; 162 pages; 1998;  978-0-929392-60-8.